# NGC 2035
NGC 2035 aussi appelé la nébuleuse de la Tête de Dragon est une nébuleuse en émission située dans la constellation de la Dorade. Elle est située à proximité d'un rémanent de supernova et serait une zone de formation d'étoiles. Elle a été découverte par l'astronome écossais James Dunlop en 1826
Les nébuleuses en émission NGC 2032 et NGC 2035 sont très près l'une de l'autre dans la région HII N59A.

Image du VLT. NGC 2035 est au-dessus du centre et NGC 2032 est à sa droite.